# Terrenceville
Terrenceville es un pueblo canadiense situado en la provincia de Terranova y Labrador.

## Superficie
Terrenceville tiene una superficie de 15,12 km².

## Demografía
En 2021, tenía 446 habitantes, una densidad poblacional de 29,5 hab./km², y 223 viviendas.